# Mont Batcha
Le mont Batcha est un volcan du Cameroun culminant à 2 097 m d'altitude, ce qui en fait le 16e plus haut sommet du pays. Il fait partie de la ligne du Cameroun. Il est situé dans le groupement Batcha, à l'Ouest du Cameroun. Le mont Batcha représentait jusqu'en 1972 un danger pour ses populations car un volcan en activité[réf. nécessaire].